# Ensayo de embutición
Se conoce por ensayo de embutibilidad al ensayo de materiales efectuado con el fin de determinar la embutibilidad de una lámina de un metal.
El ensayo consiste en someter una placa de unos 12cm de largo por 12cm de ancho (del material a evaluar) al avance continuo de un émbolo o pistón, cuya punta tiene forma redondeada.
Se toma como posición cero el punto en el cual la punta del pistón toca ligeramente la placa, se aplica la presión de manera constante hasta que se fisura la placa; se mide entonces la distancia recorrida por el pistón, esta distancia, nos entrega la medida de embutibilidad de dicho material (al compararla con las distancias al realizar los ensayos con otros materiales). Este tipo de ensayo puede hacerse de una forma más sofisticada y precisa, pero aún nadie se ha dedicado a determinar una ecuación que contenga todas las variables importantes en este ensayo.